# أحمد بن خضرويه
أبو حامد أحمد بن خِضْرَويه البلخي، أحد علماء أهل السنة والجماعة ومن أعلام التصوف السني في القرن الثالث الهجري، من كبار مشايخ خراسان، وصفه الذهبي بـ «الزاهد الكبير الرباني الشهير» صحب أبا تراب النخشبي، وحاتماً الأصم، ورحل إلى أبي يزيد البسطامي. توفي سنة 240 هـ.

## من أقواله
- الطريق واضح، والحق لائح، والداعي قد أسمع، فما التحير بعد هذا إلا من العمى.[2]
- لا نوم أثقل من الغفلة، ولا رِق أملك من الشهوة، ولولا ثقل الغفلة عليك لما ظفرت بك الشهوة.[4]